# Vithuvad mohua
Vithuvad mohua (Mohoua albicilla) är en fågel i familjen mohuor inom ordningen tättingar. Den förekommer i Nya Zeeland. Beståndet anses vara livskraftigt.

## Utseende och läte
Vithuvad mohua är en liten tätting med distinkt vitaktigt på huvud och undersida. Honan och ungfågeln har kanelbrun ton på hjässa och nacke. Hanen har en klar kanariefågelliknande sång. 

## Utbredning och systematik
Fågeln förekommer i Nya Zeeland, på Little Barrier Island och Stora barriärrevet, södra Nordön och Kapiti Island. Vissa behandlar den som underart till gulhuvad mohua (Mohoua ochrocephala).

### Familjetillhörighet
De tre arterna i familjen mohuor har placerats i ett antal olika familjen inom åren, alltifrån australiska familjer som marksmygar, blåsmygar och taggnäbbar till gråfåglar, visslare (fåglar), mesar, timalior och Sylviidae. DNA-studier visar dock att de tillsammans med de australiska sittellorna utgör en mycket gammal utvecklingslinje som utgör en basal grupp bland kråkfåglar med släktingar, med familjer som gyllingar, vangor, vireor och törnskator. De har därför lyfts ut till en egen familj, Mohouidae.

## Ekologi
Vithuvad mohua hittas i högvuxen ursprunglig skog och intilliggande buskmarker. Där ses den ofta i små födosökande flockar som rör sig snabbt och ljudligt genom lövverket, ibland hängande akrobatiskt upp och ner. 

### Häckning
Fåglarna bygger bon av barkbitar, lav och andra växter, ofta beläget en till 15 meter upp. Honan lägger två till fyra ägg som hon ruvar i cirka 18 dagar. Ungarna lämnar boet efter ungefär fyra till sex veckor. Den boparasiteras ofta av långstjärtad koel.

## Status
Vithuvad mohua har ett relativt begränsat utbredningsområde. Beståndet anses dock vara stabilt. IUCN kategoriserar arten som livskraftig.

## Namn
Det svenska och vetenskapliga släktnamnet kommer av maoriernas Mohua, Mohuahua och Momohua för gulhuvad mohua.

## Bilder

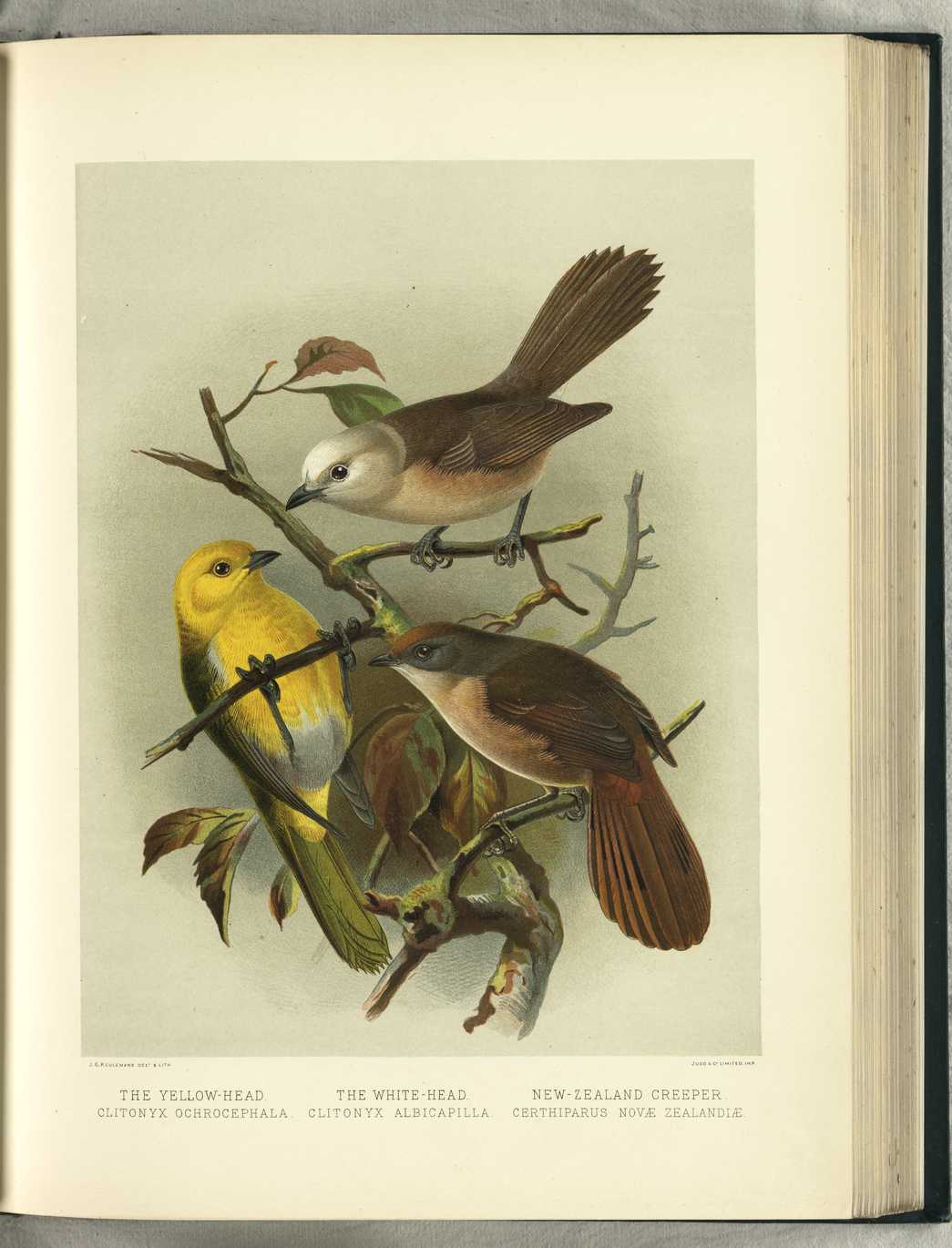
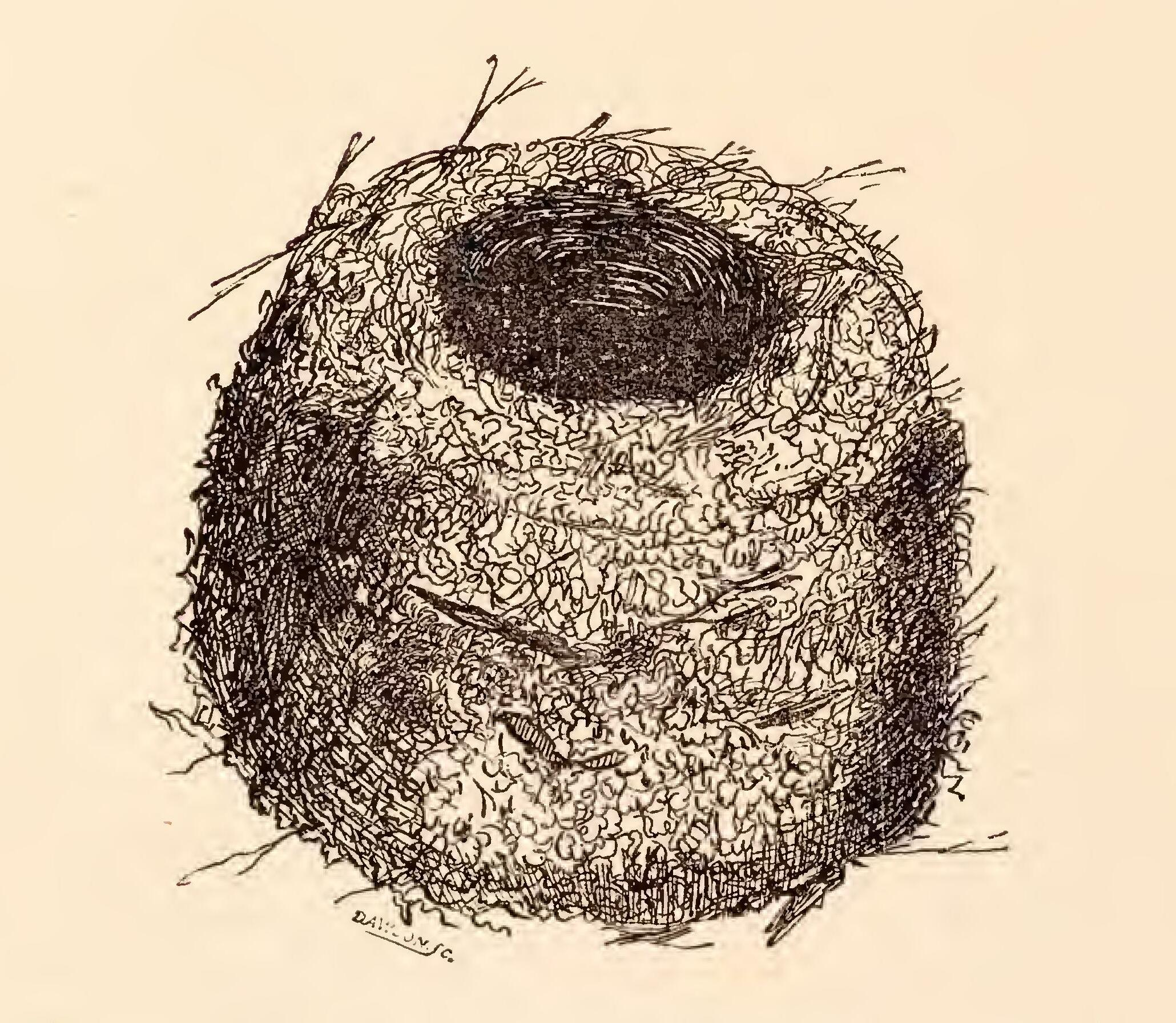
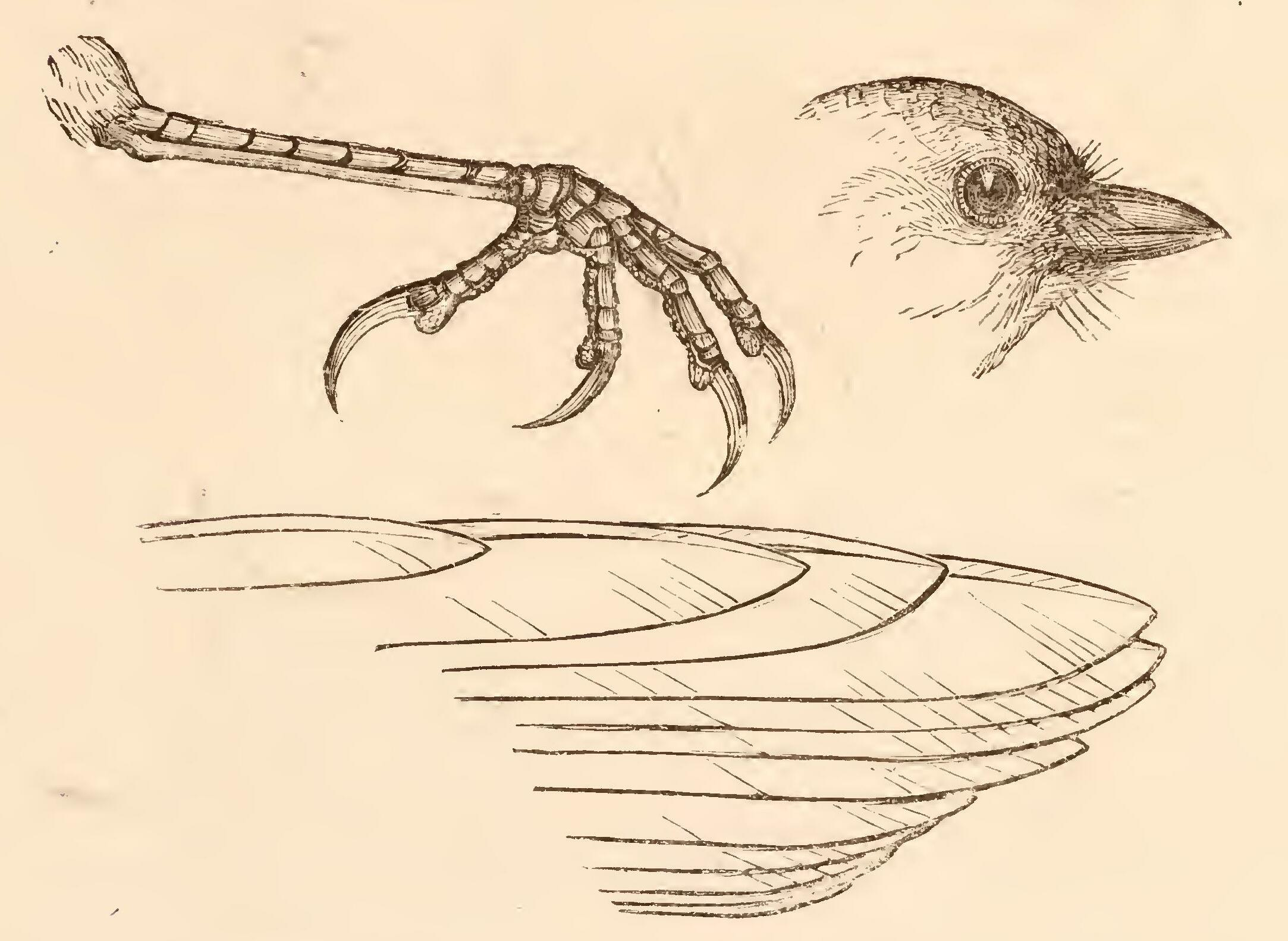